# 蒙古茴魚
蒙古茴魚，為輻鰭魚綱鮭形目鮭科的其中一種，為溫帶淡水魚，分布於俄羅斯及蒙古的大湖區流域，體長可達39公分，棲息在底中層水域，屬雜食性，成群活動，生活習性不明。

## 擴展閱讀
維基物種上的相關：蒙古茴魚